# Rionegro del Puente
Rionegro del Puente település Spanyolországban,  Zamora tartományban. Rionegro del Puente Mombuey, Manzanal de los Infantes, Peque, Molezuelas de la Carballeda, San Pedro de Ceque, Vega de Tera, Calzadilla de Tera, Otero de Bodas és Villardeciervos községekkel határos. Lakosainak száma 234 fő (2024).

## Népesség
A település népessége az utóbbi években az alábbiak szerint változott:
| Lakosok száma | 402  | 385  | 345  | 318  | 319  | 319  | 283  | 278  | 244  | 234  |
|               | 2001 | 2004 | 2007 | 2009 | 2012 | 2014 | 2017 | 2019 | 2022 | 2024 |